# Савино (озеро, Карелия)
Савино — озеро на территории Малиновараккского сельского поселения Лоухского района Республики Карелии.

## Общие сведения
Площадь озера — 2 км², площадь водосборного бассейна — 31,3 км². Располагается на высоте 22,6 метров над уровнем моря.
Форма озера лопастная, продолговатая: оно вытянуто с северо-запада на юго-восток. Берега изрезанные, каменисто-песчаные.
Через озеро протекает безымянный водоток, вытекающий из Белого озера и впадающий в Верхнее Пулонгское озеро, из которого берёт начало река Пулонга, впадающая в Кандалакшский залив Белого моря.
В озере расположено не менее четырёх небольших безымянных островов.
Код объекта в государственном водном реестре — 02020000711102000002002.